# Четуква (переписна місцевість, Нью-Йорк)
Четуква (англ. Chautauqua) — переписна місцевість (CDP) в США, в окрузі Чотоква штату Нью-Йорк. Населення — 218 осіб (2020).

## Географія
Четуква розташована за координатами 42°12′36″ пн. ш. 79°28′8″ зх. д. / 42.21000° пн. ш. 79.46889° зх. д. (42.210063, -79.469011).  За даними Бюро перепису населення США в 2010 році переписна місцевість мала площу 1,11 км², уся площа — суходіл.

## Демографія
Згідно з переписом 2010 року, у переписній місцевості мешкала 191 особа в 112 домогосподарствах у складі 63 родин. Густота населення становила 173 особи/км².  Було 1355 помешкань (1225/км²).
Расовий склад населення:
| - 99,5 % — білих - 0,5 % — азіатів |

До двох чи більше рас належало 0,0 %. Частка іспаномовних становила 1,0 % від усіх жителів.
За віковим діапазоном населення розподілялося таким чином: 4,2 % — особи молодші 18 років, 36,6 % — особи у віці 18—64 років, 59,2 % — особи у віці 65 років та старші. Медіана віку мешканця становила 67,6 року. На 100 осіб жіночої статі у переписній місцевості припадало 83,7 чоловіків;  на 100 жінок у віці від 18 років та старших — 83,0 чоловіків також старших 18 років.
Середній дохід на одне домашнє господарство  становив 194 487 доларів США (медіана — 95 333), а середній дохід на одну сім'ю — 216 981 долар (медіана — 88 300). За межею бідності перебувало 5,3 % осіб, у тому числі 0,0 % дітей у віці до 18 років та 3,0 % осіб у віці 65 років та старших.
Цивільне працевлаштоване населення становило 143 особи. Основні галузі зайнятості: мистецтво, розваги та відпочинок — 44,8 %, освіта, охорона здоров'я та соціальна допомога — 24,5 %, науковці, спеціалісти, менеджери — 15,4 %, роздрібна торгівля — 7,7 %.